# Michael Matthews
Michael Matthews (ur. 26 września 1990 w Canberze) – australijski kolarz szosowy i torowy.
Matthews to kolarz szybki, choć nie zalicza się do typowych sprinterów. Znakomicie radzi sobie w pagórkowatym terenie, wygrywając finisze z małych grupek na trudnych finiszach.
W zawodowej karierze trzykrotnie wygrywał etapy hiszpańskiej Vuelta a España, dwa razy okazał się najlepszy na odcinku Giro d’Italia. Jest trzecim Australijczykiem w historii, który nosił koszulkę lidera Giro d’Italia i Vuelta a España.

## Osiągnięcia
Opracowano na podstawie:

2009
- 1. miejsce w mistrzostwach Oceanii (do lat 23, ze startu wspólnego)
- 1. miejsce w mistrzostwach Oceanii (do lat 23, jazda ind. na czas)

2010
- 1. miejsce na 1. i 3. etapie Tour de Langkawi
- 1. miejsce na 1. etapie Tour of Japan
- 1. miejsce na 4. etapie Tour of Wellington
- 1. miejsce na 2. i 3. etapie Ringerike GP
- 1. miejsce w mistrzostwach świata (do lat 23, start wspólny)

2011
- 4. miejsce w Tour Down Under
  - 1. miejsce na 3. etapie
- 1. miejsce w Rund um Köln
- 1. miejsce na 1. etapie Vuelta a Murcia
- 3. miejsce w mistrzostwach Australii (jazda ind. na czas)
- 3. miejsce w Eschborn-Frankfurt City Loop

2012
- 1. miejsce w Clásica de Almería
- 1. miejsce na 3. etapie Tour of Utah

2013
- 2. miejsce w mistrzostwach Australii (start wspólny)
- 3. miejsce w mistrzostwach Australii (jazda ind. na czas)
- 2. miejsce w Vuelta a La Rioja
- 1. miejsce na 2. i 4. etapie Tour of Utah
- 1. miejsce na 5. i 21. etapie Vuelta a España

2014
- 1. miejsce w Vuelta a La Rioja
- 1. miejsce na 3. etapie Vuelta al País Vasco
- 1. miejsce na 1. (jazda druż. na czas) i 6. etapie Giro d’Italia
- 1. miejsce na 3. etapie Vuelta a España

2015
- 1. miejsce w klasyfikacji punktowej Paryż-Nicea
  - 1. miejsce na 3. etapie
- 1. miejsce na 1. etapie Vuelta al País Vasco
- 3. miejsce w Amstel Gold Race
- 1. miejsce na 1. (jazda druż. na czas) i 3. etapie Giro d’Italia
- 1. miejsce na 4. etapie Tour de Suisse
- 2. miejsce w Grand Prix Cycliste de Québec
- 2. miejsce w mistrzostwach świata (start wspólny)

2016
- 1. miejsce w klasyfikacji punktowej Paryż-Nicea
  - 1. miejsce na prologu oraz 2. etapie
- 1. miejsce na 10. etapie Tour de France
- 3. miejsce w mistrzostwach świata (jazda druż. na czas)

2017
- 1. miejsce na 1. etapie Vuelta al País Vasco
- 1. miejsce na 3. etapie Tour de Suisse
- 1. miejsce w klasyfikacji punktowej Tour de France
  - 1. miejsce na 14. i 16. etapie
- 3. miejsce w RideLondon-Surrey Classic
- 3. miejsce w Grand Prix Cycliste de Québec
- 1. miejsce w mistrzostwach świata (jazda drużynowa na czas)
- 3. miejsce w mistrzostwach świata (start wspólny)

2018
- 1. miejsce w prologu (ITT) Tour de Romandie
- 2. miejsce w Eschborn-Frankfurt
- 2. miejsce w BinckBank Tour
  - 1. miejsce na 7. etapie
- 1. miejsce w Grand Prix Cycliste de Québec
- 1. miejsce w Grand Prix Cycliste de Montréal
- 2. miejsce w mistrzostwach świata (jazda drużynowa na czas)

2019
- 1. miejsce w klasyfikacji punktowej Volta Ciclista a Catalunya
  - 1. miejsce na 2. i 6. etapie
- 1. miejsce w Grand Prix Cycliste de Québec

2022
- 1. miejsce na 1. etapie Volta Ciclista a Catalunya
- 1. miejsce w klasyfikacji punktowej Tour de Suisse
- 1. miejsce na 14. etapie Tour de France
- 2. miejsce w Grand Prix Cycliste de Québec
- 3. miejsce w mistrzostwach świata (mieszana jazda drużynowa na czas)
- 3. miejsce w mistrzostwach świata (start wspólny)

2023
- 3. miejsce w mistrzostwach Australii (start wspólny)
- 1. miejsce w klasyfikacji punktowej Tour Down Under
- 1. miejsce na 3. etapie Giro d’Italia
- 3. miejsce w Grand Prix Cycliste de Québec

2024
- 1. miejsce w Gran Premio Castellón
- 2. miejsce w Mediolan-San Remo
- 1. miejsce w Grand Prix Cycliste de Québec
- 1. miejsce w mistrzostwach świata (mieszana jazda drużynowa na czas)

## Rankingi
| Rok              | 2009 | 2010 | 2011 | 2012 | 2013 | 2014 | 2015 | 2016 | 2017 | 2018 | 2019 | 2020 | 2021 | 2022 | 2023 | 2024 |
| ---------------- | ---- | ---- | ---- | ---- | ---- | ---- | ---- | ---- | ---- | ---- | ---- | ---- | ---- | ---- | ---- | ---- |
| UCI World Tour   |      |      | 63.  | 135. | 89.  | 73.  | 20.  | 21.  | 9.   | 7.   |      |      |      |      |      |      |
| World Ranking    |      |      |      |      |      |      |      | 11.  | 9.   | 11.  | 33.  | 32.  | 44.  | 11.  | 51.  | 30.  |
| UCI Europe Tour  | 502. | 99.  |      |      |      |      |      | 76.  | 907. | -    |      |      |      |      |      |      |
| UCI Asia Tour    | -    | 18.  |      |      |      |      |      | 11.  | -    | -    |      |      |      |      |      |      |
| UCI Oceania Tour | 39.  | 1.   |      |      |      |      |      | -    | -    | -    | 2.   | 4.   | 4.   | 1.   | 3.   | 2.   |
|                  |      |      |      |      |      |      |      |      |      |      |      |      |      |      |      |      |
| Źródło: UCI      |      |      |      |      |      |      |      |      |      |      |      |      |      |      |      |      |